# 道氏葉燈魚
道氏葉燈鱼（学名：Lobianchia dofleini）为輻鰭魚綱燈籠魚目灯笼鱼科的其中一種。分布于大西洋熱帶及亞熱帶海域，為深海魚類，棲息深度可達4000公尺，體長可達5公分，屬肉食性，以橈腳類及介形蟲等為食。

## 外部連結
道氏葉燈鱼的圖片 （页面存档备份，存于）

## 扩展阅读
維基物種上的相關：道氏葉燈鱼